# Sabine Lepsius

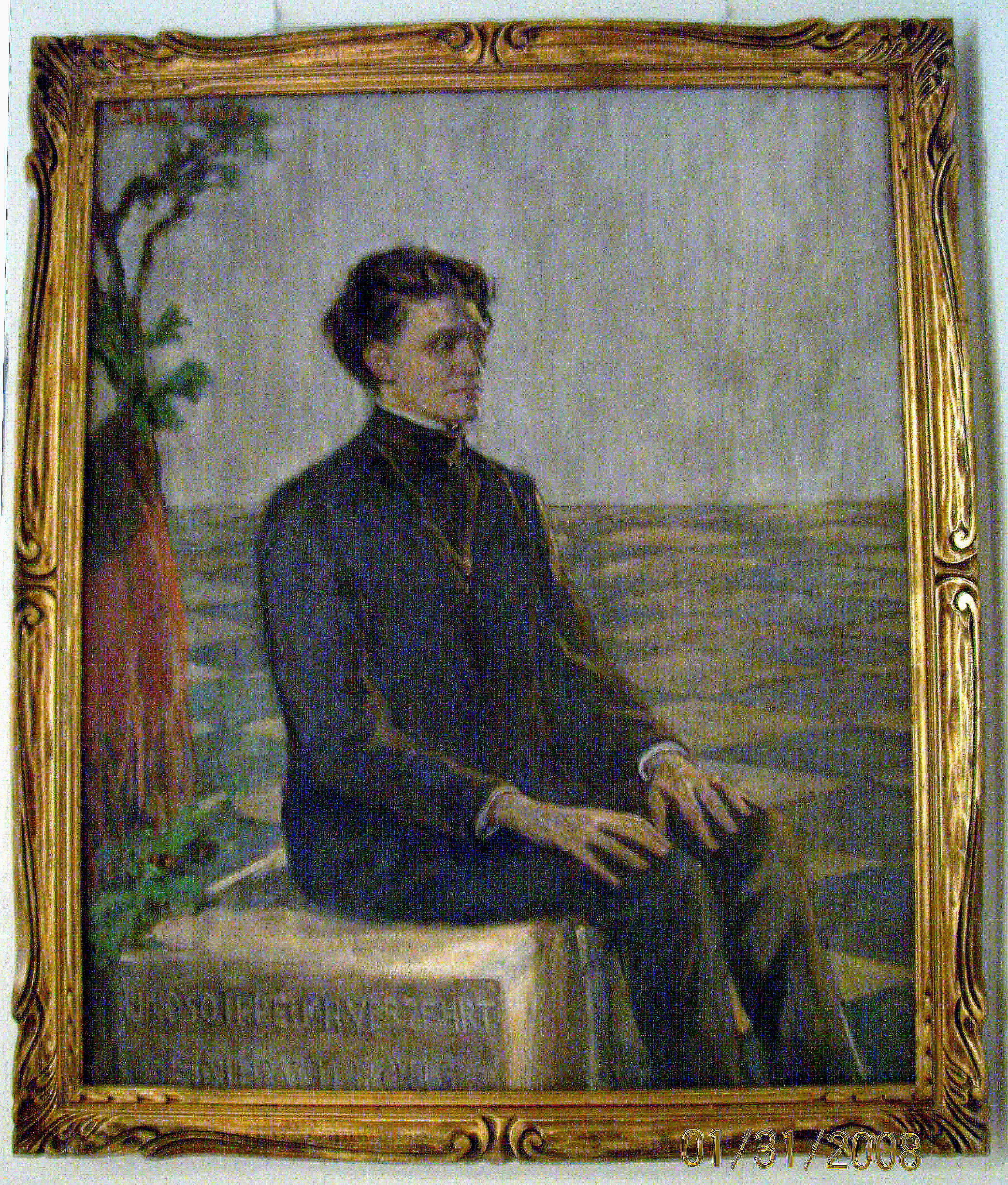
Portrait de Stefan George au Musée Stefan George à Bingen sur le Rhin

Sabine Lepsius, née le 15 janvier 1864 à Berlin et morte le 22 novembre 1942 à Bayreuth, est une peintre portraitiste allemande.

## Biographie
Elle est la fille du peintre portraitiste Gustav Graef. Elle étudie la peinture avec son père et se marie avec le peintre Reinhold Lepsius. Elle et son mari sont considérés comme étant l'un et l'autre tout aussi doués et sont très populaires dans le monde des affaires et des personnes aisées. Son frère est l'historien de l'art Both Graef.
Son salon à Berlin-Westend est un lieu majeur de sociabilité. Georg Simmel, Wilhelm Dilthey, August Endell et Rainer Maria Rilke font partie de ceux qui s'y rendent. Elle est aussi une amie proche et un soutien de Stefan George. Elle publie un livre à propos de leur amitié en 1935.

## Ouvrages
- Vom deutschen Lebensstil; Leipzig: Seemann & Co. 1916
- Stefan George : Geschichte einer Freundschaft. Berlin: Verlag Die Runde 1935
- Ein Berliner Künstlerleben um die Jahrhundertwende :Erinnerungen; Munich: G. Müller 1972